# ○○まる水産
○○まる水産（まるまるすいさん）は、居酒屋チェーン店「磯丸水産」に、「〜まる」と略される言葉をつけた若者言葉である。例として、「ありがとう」を意味する「あざまる」と組み合わせた「あざまる水産」、「OK」を意味する「おけまる」と組み合わせた「おけまる水産」などの表現がある。この表現は女子高校生の会話やSNSの中で生まれた表現とされ、2017年ごろから認知度が高まったとされている。「まる」は句点の「。」から来たとされており、「水産」は語呂の良さを元に使われているだけであるとされている。マイナビティーンズが行った2018年度の「10代女子が選ぶトレンドランキング」の調査では、「○○まる水産」が流行ったコトバ編の第3位に入っている。

## あざまる水産
「あざまる水産」は、「ありがとう」や「ありがとうございます」などの意味で用いられる。この表現の元となった表現は「ありがとうございます。」で、その後「あざます。」を経て「あざまる」「あざまる水産」と変化したとされている。背景には「。」を「まる」と読む流行があった。2018年から急速に認識が高まったとされており、2018年上半期のJC・JK流行語大賞ではコトバ部門の第2位に選ばれている。また、情報サイト「grp by CROOZ」が開催しているギャル流行語大賞の2018年度版では、「あざまる水産」が5位にランクインしている。お笑いコンビのEXITは「あざまる水産」という言葉を頻繁にラジオ番組やテレビ番組でも使用している。また、乃木坂46のメンバー・遠藤さくらは、この派生語である「あざまる水産よいちょまる」を使っている。

## おけまる水産
「おけまる水産」は、「OK」「了解」「いいよ」などの意味で用いられる。この表現の元となった言葉は「おっけー」及びその派生語「おけまる」とされている。2017年ごろから認識が高まったとされている。